# Hypnoidus consobrinus
Hypnoidus consobrinus is een keversoort uit de familie kniptorren (Elateridae). De wetenschappelijke naam van de soort is voor het eerst geldig gepubliceerd in 1855 door Mulsant & Guillebeau.